# Gonomyia (Gonomyia) sejuncta
Gonomyia (Gonomyia) sejuncta is een tweevleugelige uit de familie steltmuggen (Limoniidae). De soort komt voor in het Neotropisch gebied.